# 山梨県中学校の廃校一覧
山梨県中学校の廃校一覧（やまなしけんちゅうがっこうのはいこういちらん）は、山梨県内の中学校のうち、現在までに廃校となっているものの一覧。対象となるのは、学制改革（1947年）以降に廃校となった中学校、および分校である。なお、名称は廃校当時のもの。廃校時に中学校（分校）が所在していた自治体がその後、合併によって消滅している場合は、現行の自治体に含める。また休校中の県内の中学校や分校は公式には存続していることとなっているが、現在休校中のそれらは事実上廃校となっているものが多いため、便宜上本項に記載する。

## 甲府市
- 甲府市立池田中学校（1948年5月甲府市立西中学校へ統合）[1]
- 甲府市立貢川中学校（1949年西中へ統合）[1]
- 甲府市立相川中学校（1951年甲府市立北中学校へ統合）[2]
- 甲府市立千塚中学校（同上）[2]
- 甲府市立里垣中学校（1952年5月甲府市立東中学校へ統合）[3]
- 甲府市立甲運中学校（1959年東中へ統合）[3]
- 甲府市立玉諸中学校（1963年東中へ統合）[3]
- 甲府市立千代田中学校（1964年北中へ統合）[2]
- 甲府市立黒平中学校（1966年北中へ統合）[2]
- 甲府市立宮本中学校（1967年北中へ統合）[2]
- 甲府市・玉穂村中学校組合立峡中中学校（1974年山城中と統合し甲府市立城南中学校〈当時：甲府市・玉穂村立学校組合立〉へ）[4]
- 甲府市立山城中学校（1974年峡中中と統合し城南中へ）[4]
- 甲府市立能泉中学校（1980年甲府市北中学校の一部と統合し甲府市立北西中学校へ）[5]
- 甲府湯田中学校（私立、1964年休校）
- 中道町立中道南中学校（1965年統合により甲府市立笛南中学校〈当時：中道町豊富村中学校組合立〉へ）[6]
- 中道町立中道北中学校（同上）[6]
- 豊富村立豊富中学校（同上）[6]

## 都留市
- 都留市立谷村中学校（1965年都留市立都留第一中学校と都留市立都留第二中学校に再編）[7]
- 都留市立宝中学校（同上）[7]
- 都留市立禾生中学校（同上）[7]
- 都留市立盛里中学校（同上）[7]

## 山梨市
- 山梨市立山梨中学校（1968年9月1日統合により山梨市立山梨南中学校へ）[8]
- 山梨市立加納岩中学校（同上）[8]
- 山梨市立日川中学校（同上）[8]
- 山梨市立日下部中学校（1971年9月30日八幡中と統合し山梨市立山梨北中学校へ）[9]
- 山梨市立八幡中学校（1971年9月30日日下部中と統合し山梨北中へ）[9]
- 牧丘町立牧丘第一中学校（1968年統合により山梨市立笛川中学校〈当時：牧丘町三富村中学校組合立〉へ）[10]
- 牧丘町立牧丘第二中学校（同上）[10]
- 牧丘町立牧丘第三中学校（同上）[10]
- 三富村立三富中学校（同上）[10]

## 大月市
- 大月市立笹子中学校（1987年初狩中と統合し大月第一中へ）[11]
- 大月市立初狩中学校（1987年笹子中と統合し大月第一中へ）[11]
- 大月市立七保第一中学校（2003年七保第二中と統合し七保中へ）[12]
- 大月市立七保第二中学校（2003年七保第一中と統合し七保中へ）[12]
- 大月市立梁川中学校（2006年富浜中へ統合）[12]
- 大月市立七保中学校（2008年猿橋中へ統合）[13]
- 大月市立大月第一中学校（2014年大月東中へ統合）[12]
- 大月市立富浜中学校（2016年猿橋中へ統合）[14]

## 韮崎市
- 韮崎市立穂坂中学校（1963年統合により韮崎市立韮崎東中学校へ）[15]
- 韮崎市立藤井中学校（同上）[15]
- 韮崎市立新府中学校（同上）[15]
- 韮崎市立韮崎中学校（1966年甘利中と統合し韮崎市立韮崎西中学校へ）[16]
- 韮崎市立甘利中学校（1966年韮崎中と統合し韮崎西中へ）[16]

## 南アルプス市
- 飯野村立飯野中学校（1951年西野中と統合し巨摩町外2ヶ村組合立巨摩中学校〈現：南アルプス市立白根巨摩中学校〉へ）[17]
- 西野村立西野中学校（1951年飯野中と統合し巨摩中へ）[17]
- 櫛形町立小笠原中学校（1956年統合により南アルプス市立櫛形中学校〈当時：櫛形町立〉へ）[18]
- 櫛形町立榊中学校（同上）[18]
- 櫛形町立峡西中学校（同上）[18]
- 櫛形町立豊中学校（1963年櫛形中へ統合）[18]
- 若草村立三田中学校（1957年鏡中条中と統合し南アルプス市立若草中学校〈当時：若草村立〉へ）[19]
- 若草村立鏡中条中学校（1957年三田中と統合し若草中へ）[19]
- 落合村立落合中学校（1949年野之瀬中と統合し峡西中〈当時：落合村野之瀬村中学校組合立〉へ）[20]
- 野之瀬村立野之瀬中学校（1949年落合中と統合し峡西中へ）[20]
- 南湖村立南湖中学校（1948年統合により大井村・五明村・南湖村中学校組合立大南中学校〈のち：甲西町立〉へ）[20]
- 大井村立大井中学校（同上）[20]
- 五明村立五明中学校（同上）[20]
- 甲西町立大南中学校（1957年峡西中と統合し南アルプス市立甲西中学校〈当時：甲西町立〉へ）[21]
- 甲西町立峡西中学校（1957年大南中と統合し甲西中へ）[21]
- 源村立源中学校（1961年八田中と統合し八田中・御勅使中学校組合立御勅使中学校〈現：南アルプス市立白根御勅使中学校〉へ）[22]
- 御影村外ニケ村学校組合立八田中学校〈旧〉（1961年源中と統合し御勅使中となり、1990年南アルプス市立八田中学校として再独立）[22]

## 北杜市
- 小笠原村立小笠原中学校（1949年9月上手中と統合し組合立辺見中となり、1955年南中へ改称）
- 上手村立上手中学校（1949年9月小笠原中と統合し組合立辺見中となり、1955年南中へ改称）
- 明野村立南中学校（1960年北中と統合し北杜市立明野中学校〈当時：明野村立〉へ）[23]
- 明野村立北中学校（1955年朝神中から改称、1960年南中と統合し明野中へ）[23]
- 長坂町立長坂中学校〈旧〉（1966年峡北中と統合し北杜市立長坂中学校〈当時：長坂町立〉へ）[24]
- 長坂町立峡北中学校（1966年長坂中〈旧〉と統合し長坂中〈新〉へ）[24]
- 須玉町立須玉中学校〈旧〉（1968年津金中と統合し北杜市立須玉中学校〈当時：須玉町立〉へ）[注釈 1]
- 須玉町立津金中学校（1968年須玉中〈旧〉と統合し須玉中〈新〉へ）[25]
- 須玉町立増富中学校（2004年須玉中へ統合）[26]
- 小淵沢町立小淵沢東中学校（1954年篠尾中から改称、1960年小淵沢西中と統合し北杜市立小淵沢中学校〈当時：小淵沢町立〉へ）[27]
- 小淵沢町立小淵沢西中学校（1954年小淵沢中から改称、1960年小淵沢東中と統合し小淵沢中へ）[27]

## 甲斐市
- 塩崎村立塩崎中学校（1953年1月20日登美中と統合し塩崎村外1カ村中学校組合立塩崎登美中学校〈現：甲斐市立双葉中学校〉へ）[28]
- 登美村立登美中学校（1953年1月20日塩崎中と統合し塩崎登美中へ）[28]
- 竜王町立竜王中学校〈旧〉（1959年玉幡中〈旧〉と統合し甲斐市立竜王中学校〈当時：竜王町立〉へ）[29]
- 竜王町立玉幡中学校〈旧〉（1959年竜王中〈旧〉と統合し竜王中〈新〉となり、1984年再独立し甲斐市立玉幡中学校〈当時：竜王町立〉へ）[30]
- 敷島町立清川中学校（1962年甲斐市立敷島中学校〈当時：敷島町立〉へ統合）[31]
- 敷島町立睦沢中学校（同上）[31]
- 敷島町立吉沢中学校（1963年敷島中へ統合）[31]

## 笛吹市
- 笛吹市立芦川中学校（2009年笛吹市立浅川中学校へ統合）[32]
- 錦生村立錦生中学校（1948年統合により錦生村・花鳥村・黒駒村学校組合立峡東中学校〈現：笛吹市立御坂中学校〉へ）[33]
- 花鳥村立花鳥中学校（同上）[33]
- 黒駒村立黒駒中学校〈初代〉（1948年統合により峡東中となり、1950年再独立、再廃校時期不明）[33]
- 石和町立石和中学校〈旧〉（1950年甲運中と統合し笛吹市立石和中学校〈当時：石和町・甲運村組合立〉へ）[34]
- 甲運村立甲運中学校（1950年石和中〈旧〉と統合し石和中〈新〉へ）[34]
- 英村立英中学校（1957年石和中へ統合）[34]
- 富士見村立富士見中学校（1961年石和中へ統合）[34]
- 八代町立八代中学校（1974年境川中と統合し浅川中へ）[32]
- 境川村立境川中学校（1974年八代中と統合し浅川中へ）[32]

## 上野原市
- 上野原市立棡原中学校（2008年上野原市立上野原中学校へ統合）[35]
- 上野原市立西原中学校（同上）[35]
- 上野原市立巌中学校（2009年平和中と統合し上野原市立上野原西中学校へ）[36]
- 上野原市立平和中学校（2009年巌中と統合し上野原西中へ）[36]
- 上野原市立島田中学校（2014年上野原西中へ統合）[36]
- 上野原町立大鶴中学校（1956年上野原中へ統合）[35]
- 秋山村立秋山中学校（旧）（1964年栗谷中と統合し秋山村立日向中学校〈現：上野原市立秋山中学校〉へ）[37]
- 秋山村立栗谷中学校（1964年秋山中〈旧〉と統合し日向中へ）[37]
- 大目村立大目中学校（1951年9月1日甲東中と統合し平和中へ）[38]
- 甲東村立甲東中学校（1951年9月1日大目中と統合し平和中へ）[38]

## 甲州市
- 甲州市立神金第二中学校（休校開始時期不明）[39]
- 甲州市立大和中学校（2022年甲州市立勝沼中学校へ統合）[40]
- 塩山市立大藤中学校（1959年統合により甲州市立塩山北中学校〈当時：塩山市立〉へ）[41][注釈 2]
- 塩山市立玉宮中学校（同上）[41]
- 塩山市立神金中学校（同上）[41]

## 西八代郡
- 市川大門町立高田中学校（1955年市川三郷町立市川中学校〈当時：市川大門町立〉へ統合）[43]
- 市川大門町立市川東中学校（1969年市川町立山保中学校から改称、1996年市川中へ統合）[43]
- 三珠町立上野中学校（1961年大塚中と統合し市川三郷町立三珠中学校〈当時：三珠町立〉へ）[44]
- 三珠町立大塚中学校（1961年上野中と統合し三珠中へ）[44]
- 三珠町立下九一色中学校（1979年三珠中へ統合）[44]
- 岩間村立岩間中学校（1950年1月1日統合により市川三郷町立六郷中学校〈当時：岩間村他五か村組合立〉へ）[45]
- 落居村立落居中学校（同上）[45]
- 宮原村外二ヶ村組合立山宮中学校（同上）[45]
- 楠甫村立楠甫中学校（同上）[45]

## 南巨摩郡
- 早川町立本建中学校[46]（1959年五箇中と統合し早川南中へ）
- 早川町立五箇中学校[46]（1959年本建中と統合し早川南中へ）
- 早川町立硯島小中学校室畑分校（1973年）
- 早川町立西山中学校[46]（1977年三里中と統合し早川北中へ）
- 早川町立三里中学校[46]（1977年西山中と統合し早川北中へ）
- 早川町立硯島中学校（1983年都川中と統合し早川町立早川中学校へ）[46]
- 早川町立都川中学校（1983年硯中と統合し早川中へ）[46]
- 早川町立早川北中学校（1985年早川中へ統合）[46]
- 早川町立早川南中学校（同上）[46]
- 身延町立身延中学校〈初代〉（1969年統合により身延中〈2代目〉へ）
- 身延町立大河内中学校（同上）
- 身延町立豊岡中学校（同上）
- 身延町立下山中学校（2011年身延中〈2代目〉へ統合）
- 身延町立身延中学校〈2代目〉（2016年統合により身延町立身延中学校〈3代目〉へ）[47]
- 身延町立久那土中学校（同上）[47]
- 身延町立下部中学校（同上）[47]
- 身延町立中富中学校（同上）[47]
- 西島村立西島中学校（1947年統合により甲南中へ）[48]
- 大須成村立大須成中学校（同上）[48]
- 静川村立静川中学校（同上）[48]
- 中富町立甲南中学校（1972年曙中と統合し中富中へ）[49]
- 中富町立曙中学校（1972年甲南中と統合し中富中曙分校となり、1973年廃校）[49]
- 中富町立原中学校（1973年中富中へ統合）[49]
- 下部町立共和中学校（1958年久那土中[50]と甲南中[48]へ分割統合）
- 下部町立古関中学校折八分校（1954年11月3日下九一色中折八分校から移管、1960年廃校）[50]
- 下部町立古関中学校（2002年久那土中へ統合）[51]
- 南部町立南部中学校〈初代〉（2011年統合により南部町立南部中学校〈2代目〉へ）[52]
- 南部町立富河中学校（同上）[52]
- 南部町立万沢中学校（同上）[52]
- 睦合村立睦合中学校（1955年栄中と統合し南部中〈初代〉へ）
- 栄村立栄中学校（1955年睦合中と統合し南部中〈初代〉へ）
- 富士川町立増穂中学校（2025年鰍沢中と統合し富士川町立富士川中学校へ）[53]
- 富士川町立鰍沢中学校（2025年増穂中と統合し富士川中へ）[53]
- 平林村立平林中学校（1971年増穂中へ統合）[54]
- 穂積村立穂積中学校（1971年増穂中へ統合）[54]
- 鰍沢町立五開中学校（1980年鰍沢中へ統合）[55]

## 南都留郡
- 河口湖町立大石中学校（1984年富士河口湖町立河口湖北中学校〈当時：河口湖町立〉へ統合）[56][注釈 3]
- 富士河口湖町立上九一色中学校（2011年富士河口湖町立勝山中学校へ統合）[57]
- 富士河口湖町立西浜中学校（2016年勝山中へ統合）[58]
- 船津村立船津中学校（1952年統合により河口湖南中学校組合立河口湖南中学校へ）[59]
- 小立村立小立中学校（同上）[59]
- 鳴沢村立鳴沢中学校（同上）[59]
- 上九一色村立本栖中学校（1975年上九一色中へ統合）[60]
- 上九一色村立富士豊茂中学校（1976年上九一色中へ統合）[60]

## 北都留郡
- 丹波山村立鴨沢中学校（1953年丹波山中〈現：丹波山村立丹波中学校〉鴨沢分校から独立、1983年丹波中へ統合）[61]